# Glăvănești
Glăvănești is een Roemeense gemeente in het district Bacău.
Glăvănești telt 3571 inwoners.